# Everett Brown
Pour les articles homonymes, voir Brown.

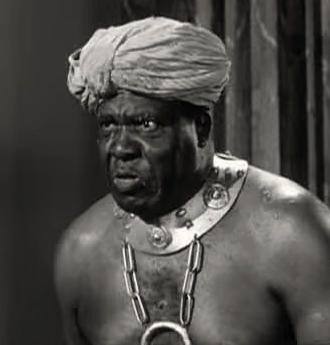
Dans Malice in the Palace (1949)

Everett Brown est un acteur américain, né le 1er janvier 1902 dans le comté de Smith (Texas), mort le 14 octobre 1953 à Los Angeles (Californie).

## Biographie
Pour le cinéma américain, comme second rôle de caractère ou dans des petits rôles non crédités, Everett Brown contribue à quarante films, le premier (son unique muet) sorti en 1927.
Dans les années 1930, mentionnons Tarzan s'évade de Richard Thorpe (1936, avec Johnny Weissmuller et Maureen O'Sullivan) et Autant en emporte le vent de Victor Fleming (1939, avec Vivien Leigh et Clark Gable), où il tient le rôle — sans doute son plus connu — de « Grand Sam ».
Quasiment retiré après deux films sortis en 1940, il revient toutefois à l'écran dans trois films sortis en 1949. Puis il tient son dernier rôle dans La Sorcière blanche d'Henry Hathaway (avec Susan Hayward et Robert Mitchum), sorti le 1er juillet 1953, trois mois et demi avant sa mort prématurée, à 51 ans.

## Filmographie partielle
- 1927 : South Sea Love de Ralph Ince : Nahalo
- 1931 : Danger Island de Ray Taylor (serial) : Cebu
- 1931 : West of Broadway d'Harry Beaumont : Joe Williams
- 1932 : Je suis un évadé (I Am a Fugitive from a Chain Gang) de Mervyn LeRoy : Sebastian T. Yale
- 1932 : Hell's Headquarters d'Andrew L. Stone : Kuba
- 1932 : Le Masque d'or (The Mask of Fu Manchu) de Charles Brabin et Charles Vidor : un esclave
- 1933 : Tarzan l'intrépide (Tarzan the Fearless) de Robert F. Hill (serial) : un porteur
- 1933 : King Kong de Merian C. Cooper et Ernest B. Schoedsack : un indigène costumé en singe
- 1934 : Tarzan et sa compagne (Tarzan and His Mate) de Cedric Gibbons et Jack Conway : un porteur
- 1935 : Les Misérables de Richard Boleslawski : un prisonnier
- 1936 : Tarzan s'évade (Tarzan Escapes) de Richard Thorpe : le chef indigène belliqueux
- 1937 : Nancy Steele a disparu (Nancy Steele Is Missing!) de George Marshall : Billy Tarabull
- 1937 : La Joyeuse Suicidée (Nothing Sacred) de William A. Wellman : un policier
- 1938 : The Duke Is Tops de William L. Nolte : le shérif
- 1938 : Des hommes sont nés (Boys Town) de Norman Taurog : Darky
- 1939 : Stanley et Livingstone (Stanley and Livingstone) d'Henry King et Otto Brower : Bongo
- 1939 : Autant en emporte le vent (Gone with the Wind) de Victor Fleming, George Cukor et Sam Wood : « Grand Sam »
- 1939 : Chantage (Blackmail) de H. C. Potter : un prisonnier
- 1940 : Congo Maisie de H. C. Potter : Jallah
- 1940 : Zanzibar (en) d'Harold D. Schuster : Umboga
- 1949 : La Corde de sable (Rope of Sand) de William Dieterle : le chef Batsuma
- 1949 : Malice in the Palace de Jules White (court métrage) : le garde nubien
- 1953 : La Sorcière blanche (White Witch Doctor) d'Henry Hathaway : le roi Bakuba

## Note
1. ↑  Lieu de naissance exact non connu.